# Lista dos grandes-prémios de MotoGP
Segue a lista completa dos Grandes Prémios que fazem ou fizeram parte da MotoGP desde 2000.

## 2000-2009
| GP | 2000        | 2001        | 2002        | 2003        | 2004        | 2005           | 2006        | 2007        | 2008         | 2009           |
| -- | ----------- | ----------- | ----------- | ----------- | ----------- | -------------- | ----------- | ----------- | ------------ | -------------- |
| 1  | África Sul  | Japão       | Japão       | Japão       | África Sul  | Espanha        | Espanha     | Qatar       | Qatar        | Qatar          |
| 2  | Malásia     | África Sul  | África Sul  | África Sul  | Espanha     | Portugal       | Qatar       | Espanha     | Espanha      | Japão          |
| 3  | Japão       | Espanha     | Espanha     | Espanha     | França      | China          | Turquia     | China       | Portugal     | Espanha        |
| 4  | Espanha     | França      | França      | França      | Itália      | França         | China       | Turquia     | China        | França         |
| 5  | França      | Itália      | Itália      | Itália      | Catalunha   | Itália         | França      | França      | França       | Itália         |
| 6  | Itália      | Catalunha   | Catalunha   | Catalunha   | Holanda     | Catalunha      | Itália      | Itália      | Itália       | Catalunha      |
| 7  | Catalunha   | Holanda     | Holanda     | Holanda     | Rio         | Holanda        | Catalunha   | Catalunha   | Catalunha    | Holanda        |
| 8  | Holanda     | Reino Unido | Reino Unido | Reino Unido | Alemanha    | Estados Unidos | Holanda     | Reino Unido | Reino Unido  | Estados Unidos |
| 9  | Reino Unido | Alemanha    | Alemanha    | Alemanha    | Reino Unido | Reino Unido    | Reino Unido | Holanda     | Holanda      | Alemanha       |
| 10 | Alemanha    | R. Checa    | R. Checa    | R. Checa    | R. Checa    | Alemanha       | Alemanha    | Alemanha    | Alemanha     | Reino Unido    |
| 11 | R. Checa    | Portugal    | Portugal    | Portugal    | Portugal    | Rep. Checa     | EUA         | EUA         | EUA          | Rep. Checa     |
| 12 | Portugal    | Valencia    | Rio         | Rio         | Japão       | Japão          | Rep. Checa  | Rep. Checa  | Rep. Checa   | Indianápolis   |
| 13 | Valencia    | Pacífico    | Pacífico    | Pacífico    | Qatar       | Malásia        | Malásia     | San Marino  | San Marino   | San Marino     |
| 14 | Rio         | Austrália   | Malásia     | Malásia     | Malásia     | Qatar          | Austrália   | Japão       | Indianápolis | Hungria        |
| 15 | Japão       | Malásia     | Austrália   | Austrália   | Austrália   | Austrália      | Japão       | Austrália   | Japão        | Portugal       |
| 16 | Austrália   | Rio         | Valencia    | Valencia    | Valencia    | Turquia        | Portugal    | Malásia     | Austrália    | Austrália      |
| 17 |             |             |             |             |             | Valencia       | Valencia    | Portugal    | Malásia      | Malásia        |
| 18 |             |             |             |             |             |                |             | Valencia    | Valencia     | Valencia       |

## 2010-2019
| GP | 2010            | 2011            | 2012            | 2013            | 2014            | 2015            | 2016            | 2017            | 2018            | 2019            |
| -- | --------------- | --------------- | --------------- | --------------- | --------------- | --------------- | --------------- | --------------- | --------------- | --------------- |
| 1  | Qatar           | Qatar           | Qatar           | Qatar           | Qatar           | Qatar           | Qatar           | Qatar           | Qatar           | Qatar           |
| 2  | Espanha         | Espanha         | Espanha         | Américas        | Américas        | Américas        | Argentina       | Argentina       | Argentina       | Argentina       |
| 3  | França          | Japão           | Portugal        | Espanha         | Argentina       | Argentina       | Américas        | Américas        | Américas        | Américas        |
| 4  | Itália          | Portugal        | França          | França          | Espanha         | Espanha         | Espanha         | Espanha         | Espanha         | Espanha         |
| 5  | Reino Unido     | França          | Catalunha       | Itália          | França          | França          | França          | França          | França          | França          |
| 6  | Holanda         | Catalunha       | Reino Unido     | Catalunha       | Itália          | Itália          | Itália          | Itália          | Itália          | Itália          |
| 7  | Catalunha       | Reino Unido     | Holanda         | Holanda         | Catalunha       | Catalunha       | Catalunha       | Catalunha       | Catalunha       | Catalunha       |
| 8  | Alemanha        | Holanda         | Alemanha        | Alemanha        | Holanda         | Holanda         | Holanda         | Holanda         | Holanda         | Holanda         |
| 9  | Estados Unidos  | Itália          | Itália          | Estados Unidos  | Alemanha        | Alemanha        | Alemanha        | Alemanha        | Alemanha        | Alemanha        |
| 10 | República Checa | Alemanha        | Estados Unidos  | Indianapolis    | Indianapolis    | Indianapolis    | Áustria         | República Checa | República Checa | República Checa |
| 11 | Indianapolis    | Estados Unidos  | Indianapolis    | República Checa | República Checa | República Checa | República Checa | Áustria         | Áustria         | Áustria         |
| 12 | San Marino      | República Checa | República Checa | Reino Unido     | Reino Unido     | Reino Unido     | Reino Unido     | Reino Unido     | Reino Unido     | Reino Unido     |
| 13 | Aragão          | Indianapolis    | San Marino      | San Marino      | San Marino      | San Marino      | San Marino      | San Marino      | San Marino      | San Marino      |
| 14 | Japão           | San Marino      | Aragão          | Aragão          | Aragão          | Aragão          | Aragão          | Aragão          | Aragão          | Aragão          |
| 15 | Malásia         | Aragão          | Japão           | Malásia         | Japão           | Japão           | Japão           | Japão           | Tailândia       | Tailândia       |
| 16 | Austrália       | Austrália       | Malásia         | Austrália       | Austrália       | Austrália       | Austrália       | Austrália       | Japão           | Japão           |
| 17 | Portugal        | Malásia         | Austrália       | Japão           | Malásia         | Malásia         | Malásia         | Malásia         | Austrália       | Austrália       |
| 18 | Valencia        | Valencia        | Valencia        | Valencia        | Valencia        | Valencia        | Valencia        | Valencia        | Malásia         | Malásia         |
| 19 |                 |                 |                 |                 |                 |                 |                 |                 | Valencia        | Valencia        |

## 2020
| GP | 2020            |
| -- | --------------- |
| 1  | Qatar           |
| 2  | Espanha         |
| 3  | França          |
| 4  | Itália          |
| 5  | Catalunha       |
| 6  | Holanda         |
| 7  | Alemanha        |
| 8  | Finlândia       |
| 9  | República Checa |
| 10 | Áustria         |
| 11 | Reino Unido     |
| 12 | San Marino      |
| 13 | Aragão          |
| 14 | Tailândia       |
| 15 | Japão           |
| 16 | Austrália       |
| 17 | Malásia         |
| 18 | Américas        |
| 19 | Argentina       |
| 20 | Valência        |